# Eupithecia lata
Eupithecia lata là một loài bướm đêm trong họ Geometridae.